# Clark Blaise
Clark Blaise OC (* 10. April 1940 in Fargo, North Dakota, Vereinigte Staaten) ist ein kanadischer Schriftsteller US-amerikanischer Herkunft, der 1979 den Amazon.ca First Novel Award gewann.

## Leben
In Fargo, North Dakota, als Sohn kanadischer Eltern geboren lebt er gegenwärtig in San Francisco, Kalifornien. Seit 1963 ist er mit der Schriftstellerin Bharati Mukherjee verheiratet, mit der er zwei Söhne hat. Als Graduierter des Iowa Writers’ Workshop der University of Iowa war er darüber hinaus Direktor eines internationalen Schreibprogramms für Kreatives Schreiben an der Concordia University. Als er in den frühen 1970er Jahren in Montréal lebte, war er neben den Autoren Raymond Fraser, Hugh Hood, John Metcalf und Ray Smith einer derjenigen Schriftsteller, die zu der gefeierten Montreal Story Tellers Fiction Performance Group gehörten.
2009 ernannte man ihn zum Officer of the Order of Canada „for his contributions to Canadian letters as an author, essayist, teacher, and founder of the post-graduate program in creative writing at Concordia University“.
Seine Werke wurden bisher in fünf Sprachen übersetzt. In Deutsch liegt sein erfolgreiches Sachbuch Die Zähmung der Zeit. Sir Sandford Fleming und die Erfindung der Weltzeit vor.

## Werk
Kurzgeschichten
- A North American Education. 1973
- Tribal Justice. 1974
- Here & Now. (mit John Metcalf) Oberon Press 1977
  - daraus, Übers. Elfi Schneidenbach: Der Sohn eines Handlungsreisenden. Erzählung, in: Kolumbus und die Riesendame. Aufbau atv, Berlin 1992, S. 148–165.
- South. In: Robert Weaver (Hrsg.): Small wonders. New stories by twelve distinguished Canadian writers. Canadian Broadcasting Corporation, Toronto 1982, S. 23–30 (zuerst 1981 als Radio-Feature)
- Resident Alien. 1986
- Man and His World. 1992
- Southern Stories. 2000
- Pittsburgh Stories. 2001
- Montreal Stories. 2003
- The Meagre Tarmac. 2011 (Longlist 2011 Scotiabank-Giller-Preis und nominiert für den Rogers Writers’ Trust Fiction Prize)

Romane
- Lunar Attractions. 1979 (Gewinner des Amazon.ca First Novel Awards)
- Lusts. 1984
- If I Were Me. 1997

Memoiren
- Days and Nights in Calcutta. 1977, zusammen mit Bharati Mukherjee
- I had a Father. 1992.

Sachbuch
- The Sorrow and the Terror: The Haunting Legacy of the Air India Tragedy. 1987 (zusammen mit Bharati Mukherjee) zum Bombenattentat auf Air-India-Flug 182
- Time lord. Sir Sandford Fleming and the creation of standard time. 2000
  - Übers. Hans Günter Holl: Die Zähmung der Zeit. Sir Sandford Fleming und die Erfindung der Weltzeit. S. Fischer, Frankfurt 2001, ISBN 3-10-007109-3.

## Auszeichnungen
- 1979: Amazon.ca First Novel Award für Lunar Attractions